# میتسوبیشی ۵۰۰
میتسوبیشی ۵۰۰ (Mitsubishi ۵۰۰) خودرویی است که در سال‌های ۱۹۶۰ تا ۶۲تولید شده‌است.
این خودرو در کلاس خودرو کامپکت قرار گرفته و طراحی آن خودروهای موتور عقب-محور عقب بوده است. سیستم جعبه‌دندهٔ آن ۳ دنده به صورت دستی است.